# Villaines-en-Duesmois
Villaines-en-Duesmois ist eine französische Gemeinde mit 252 Einwohnern (Stand 1. Januar 2022) im Département Côte-d’Or in der Region Bourgogne-Franche-Comté; sie gehört zum Arrondissement Montbard und zum Kanton Châtillon-sur-Seine.

## Bevölkerungsentwicklung
| Jahr                       | 1962 | 1968 | 1975 | 1982 | 1990 | 1999 | 2014 |
| Einwohner                  | 340  | 408  | 328  | 292  | 258  | 251  | 250  |
| Quellen: Cassini und INSEE |      |      |      |      |      |      |      |

## Sehenswürdigkeiten
- Ruine der Burg Villaines-en-Duesmois

## Persönlichkeiten
- Hugo IV. (1212–1272), 1218 Herzog von Burgund, wurde hier geboren